# Pegomya unilongiseta
Pegomya unilongiseta är en tvåvingeart som beskrevs av Deng och Li 1988. Pegomya unilongiseta ingår i släktet Pegomya och familjen blomsterflugor. Inga underarter finns listade i Catalogue of Life.